# Danny Verbeek
Danny Verbeek (* 15. August 1990 in Den Bosch, Nordbrabant) ist ein niederländischer Fußballspieler. 

## Karriere
Der Stürmer spielte zunächst in seiner Heimatstadt beim FC Den Bosch und wechselte 2012 nach Belgien zu Standard Lüttich. Von Standard wurde er nach wenigen Wochen zu NAC Breda verliehen, um Erstligaerfahrung zu sammeln.